# 瑪波小姐探案
《瑪波小姐探案》（英語：Agatha Christie's Marple）是英國電視劇，由ITV出品，2004至2013年間播出。劇情改編自阿嘉莎·克莉絲蒂的推理小說，講述來自聖瑪莉米德村的單身老太太珍·瑪波小姐偵破各種懸案的故事。杰拉尔丁·麦克伊万在第一季至第三季飾演主角瑪波小姐，在第四季至第六季則改由茱莉亞·麥肯齊飾演。
第六季播出後，克莉絲蒂作品的改編權落入英國廣播公司手中，因此ITV無法再製作第七季。

## 外部連結
- 互联网电影数据库（IMDb）上《瑪波小姐探案》的资料（英文）